# TransAsia-Airways-Flug 235

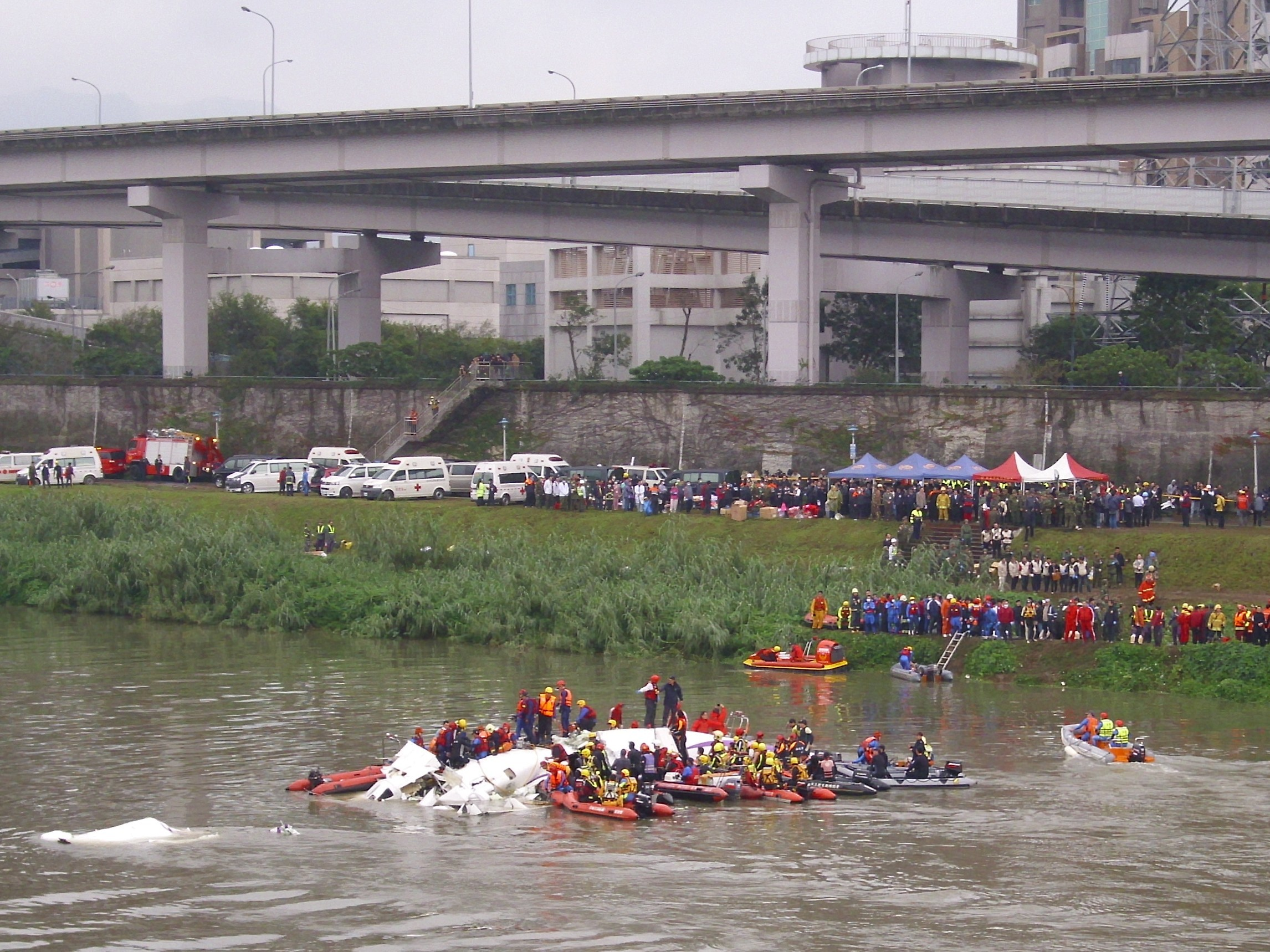
Rettungsoperation auf dem Keelung-Fluss

TransAsia-Airways-Flug 235 (Flugnummer GE235) war ein nationaler Linienflug der taiwanischen Fluggesellschaft TransAsia Airways vom Flughafen Taipeh-Songshan zum Flughafen Kinmen nah der Provinz Fujian. Am 4. Februar 2015 kam es kurz nach dem Start zu einem Unfall. Die Strömung an einer der Tragflächen der ATR 72-600 riss ab, beim Durchsacken streifte die Maschine eine Brücke und stürzte in den Keelung-Fluss;. 44 Menschen starben.

## Flugzeug
Das Flugzeug mit der Seriennummer 1141 war eine ATR 72-600, welche am  28. März 2014 ihren Erstflug absolvierte. Sie erhielt das Luftfahrzeugkennzeichen B-22816. Das mit zwei Triebwerken vom Typ Pratt & Whitney Canada PW127M ausgestattete Flugzeug wurde am 15. April 2014 an TransAsia Airways ausgeliefert. Die letzte reguläre Wartung an der erst zehn Monate alten Maschine wurde am 26. Januar 2015 durchgeführt.

## Unfallhergang
Das Flugzeug hob um 10:52 Uhr Ortszeit mit 53 Passagieren und fünf Besatzungsmitgliedern an Bord von der Startbahn 10/28 des Flughafens Taipeh-Songshan in östlicher Richtung ab. 37 Sekunden nach dem Start erlitt das rechte Triebwerk gemäß Aufzeichnungen des Funkverkehrs und des Flugschreibers der Maschine einen Triebwerksausfall durch Flammabriss. Die Crew schaltete jedoch fälschlicherweise das linke Triebwerk ab, so dass nun beide nicht mehr liefen. Ein Neustartversuch des linken Triebwerks führte nicht mehr rechtzeitig zum Erfolg. Aufgrund des fehlenden Vortriebs kam es zu einem Strömungsabriss. Die Maschine rollte daraufhin nach links, bis der Querneigungswinkel etwa 90 Grad betrug. In dieser Fluglage, dies zeigen Videoaufnahmen, streifte die Maschine mit der linken Tragflächenspitze die Fahrbahn der den Keelung-Fluss entlang laufenden Huandong-Schnellstraße (環東大道) und ein dort fahrendes Taxi (dessen beide Insassen leicht verletzt wurden). Das Flugzeug stürzte etwa 5,4 Kilometer vom Ende der Startbahn entfernt in den Fluss. Die Maschine kam in Rückenlage und nahezu vollkommen von Wasser bedeckt zum Stillstand.
15 Insassen überlebten den Absturz. 60 Taucher und Strömungsretter wurden eingesetzt, um die Opfer aus dem Fluss zu bergen. Das trübe Wasser erschwerte eine systematische Suche nach versunkenen Leichen. Das letzte der 43 Opfer wurde am 13. Februar drei Kilometer flussabwärts geborgen. Beide Piloten überlebten den Unfall nicht. Bei den Bergungsarbeiten starb einer der Taucher an Unterkühlung.

## Aufarbeitung
Die taiwanische Luftfahrtbehörde verhängte gegen zwei taiwanische Fluggesellschaften ein Flugverbot für alle 22 Maschinen des abgestürzten Typs ATR-72, um Sicherheitsüberprüfungen durchzuführen. Wenige Tage nach dem Absturz wurden die Piloten von TransAsia einem Sicherheitstest unterzogen, den zehn Piloten nicht bestanden. Diese wurden daraufhin vom Dienst suspendiert. Den Angehörigen der Opfer wurde eine Entschädigung von umgerechnet jeweils etwa 400.000 Euro angeboten.
Im Juli 2015 stellte die Luftfahrtaufsichtsbehörde Taiwans einen Zwischenbericht zum Unfallhergang vor. Die Auswertung der Flugdatenschreiber ergab demnach, dass der Pilot Liao Jian-zong das Flugzeug steuerte, als es zu dem Unfall kam. Als ein Triebwerk der zweimotorigen Maschine versagte, reagierte der Pilot falsch und stellte das verbliebene Triebwerk ab. Als er seinen Fehler bemerkte, war es zu spät für eine Korrektur. Liao hatte zum Zeitpunkt des Unfalls 4914 Flugstunden Erfahrung, davon 250 auf dem Typ der verunglückten Maschine. Unmittelbar nach dem Unfall wurde eine Nachschulung aller Piloten von TransAsia-Airways für Triebwerksausfälle veranlasst.
Der am 30. Juni 2016 veröffentlichte Abschlussbericht bestätigte im Wesentlichen die Annahmen aus den Vorberichten. Demnach kam es zu einem computerbedingten Leistungsverlust am rechten Triebwerk, das durch das automatische Regelsystem abgestellt wurde. Der Propeller wurde gleichzeitig in Segelstellung gefahren. Die Besatzung versäumte es danach, die entsprechenden Checklisten abzuarbeiten. Der Kapitän stellte irrtümlich das linke Triebwerk ab, obwohl der Copilot ihn darauf hinwies, dass das Problem im anderen Triebwerk aufgetreten war. Danach verging zu viel Zeit, in der die Besatzung diesen Fehler nicht wahrnahm und das Triebwerk nicht wieder startete. Letztendlich kam es zu einem Strömungsabriss, auf den die Crew auf Grund der geringen Höhe nicht mehr reagieren konnte, was dann zu dem Absturz in den Fluss führte. Insbesondere die fehlende Koordination der Handlungen der Crew und die mangelnde Kommunikation untereinander wurden im Bericht herausgestellt. Das Flugzeug selbst wäre auch mit einem Triebwerk flugfähig gewesen.

## Darstellung in Medien
In der kanadischen Fernsehserie Mayday – Alarm im Cockpit wurde der Unfall in der siebten Folge der 17. Staffel als Absturz im Fluss (deutscher Titel) nachgestellt.